# Crawfordville, Georgia
Crawfordville är administrativ huvudort i Taliaferro County i den amerikanska delstaten Georgia. Orten har fått sitt namn efter politikern William H. Crawford. Taliaferro County grundades år 1825 och Crawfordville planlades från första början som det nya countyts huvudort. Stadsplanen ritades av Hermon Mercer som var bror till grundaren av Mercer University. Planen blev känd som Crawfordville Plat och planen för många andra orter i Georgia kopierades från den.

## Kända personer från Crawfordville
- Willie Asbury, utövare av amerikansk fotboll
- Alexander Stephens, politiker